# Tricalysia patentipilis
Tricalysia patentipilis är en måreväxtart som beskrevs av Kurt Krause. Tricalysia patentipilis ingår i släktet Tricalysia och familjen måreväxter.
Artens utbredningsområde är Kamerun. Inga underarter finns listade i Catalogue of Life.